# Epsilon Gruis
Epsilon Gruis (ε Gruis, förkortat Epsilon Gru, ε Gru) som är stjärnans Bayerbeteckning, är en ensam stjärna belägen i den södra delen av stjärnbilden Tranan. Den har en skenbar magnitud på 3,47 och är synlig för blotta ögat där ljusföroreningar ej förekommer. Baserat på parallaxmätning inom Hipparcosuppdraget på ca 25,3 mas, beräknas den befinna sig på ett avstånd på ca 130 ljusår (ca 40 parsek) från solen.

## Egenskaper
Epsilon Gruis är en blå till vit underjättestjärna av spektralklass A2 IV:n. Den har en massa som är omkring 90 procent större än solens massa, en radie som är ca 3,3 gånger större än solens och utsänder från dess fotosfär ca 54 gånger mera energi än solen vid en effektiv temperatur av ca 8 700 K.
Epsilon Gruis roterar snabbt med en prognostiserad rotationshastighet på 235 km/s, vilket ger stjärnan en något tillplattad form med en ekvatorialradie som beräknas vara 18 procent större än polärradien. Den har ett överskott av infraröd strålning, vilket tyder på närvaro av en omgivande stoftskiva.
Epsilon Gruis misstänks ha en måttligt aktiv följeslagare, som sannolikt är källan till den svaga röntgenstrålning med en styrka på 1,3 × 1028 erg/s, som observerats från dessa koordinater.